# Alyxia podocarpa
Alyxia podocarpa là một loài thực vật có hoa trong họ La bố ma. Loài này được Van Heurck & Müll.Arg. mô tả khoa học đầu tiên năm 1871.